# Секула и његове жене
Секула и његове жене је југословенска сатирична филмска секс комедија из 1986. године. Режирао ју је Драгослав Лазић, а сценарио су написали Јован Јанићијевић Бурдуш и Драгослав Лазић. Филм је настао према истоименој ТВ монодрами коју је написао и изводио Јован Јанићијевић. Највећим делом филм је сниман у селима Рипањ и Вишњица, код Београда.

## Радња
Секула (Радош Бајић) наивни сеоски ковач у суицидалној депресији због недостатка жене, упознаје Спасенију (Соња Савић), сеоску удавачу и жени се њоме, подстрекнут од стране Ноце (Јован Јанићијевић Бурдуш), сеоског проводаџије. На њиховој свадби, Секула упознаје Јелену (Јасмина Меденица), народну певачицу и заљубљује се у њу. Секулин и Спасенијин брак се доказује као буран. Упркос иницијалној непривлачности, Секула са Спасенијом има двоје деце и почиње да гради кућу. Убрзо након рођења другог детета Спасенија се разбољева и умире, а као свој последњи чин, покушава да са собом у смрт поведе и Секулу. На Спасенијиној сахрани, Секула примећује Ноцину ћерку Милку (Ксенија Јанићијевић), али му Ноца забрањује да се са њом виђа.
Убрзо након сахране, у село долазе Београђани Миса (Божидар Павићевић Лонга) и Ђина (Весна Чипић) и сукобљавају се са Секулом у кафани. Секула побеђује Мису у тучи, а затим има секс са Ђином у оближњој штали. Секула и Ђина започињу везу и имају дете заједно, али се она тешко навикава на сеоски живот. Њихова веза не успева због Секулине љубоморе и Ђининих клептоманских тенденција. Увидевши Секулино незадовољство, Ноца унајмљује Десу (Јелисавету Секу Саблић), локалног ветеринара, да „уштроји” Секулу и помогне му да се скраси. Приликом ватрогасне вежбе коју предводи Деса, Ђина бежи са Мисом назад за Београд, остављајући дете Секули. Десин и Секулин брак не траје дуго, због сукоба нарави, и Деса предаје документа за развод.
Недуго затим, у село се враћа Јелена са путујућим бендом, али има неуспешан перформанс, након што Водитељ (Миодраг Андрић) слаже публику да ће музику изводити Тозовац. Разочарана, а убрзо и разбеснела руља почиње да гони бенд, а Јелену од руље спасава Секула. Секула и Јелена започињу страствену везу, али Секула постаје љубоморан на мушкарце који очијукају Јелену док пева по кафанама. Јелена окончава везу и одлази, осетивши се ограниченом у селу. Осетивши да би овај раскид могао поново да натера Секулу да покуша да се убије, Ноца води Секулу на вашар. На вашару, Секула бива оптужен за крађу и кријући се од полиције, коначно упознаје Милку са којом се, након Ноциног одобрења, венчава и има децу.

## Улоге
| Глумац                   | Улога               |
| ------------------------ | ------------------- |
| Радош Бајић              | Секула              |
| Јован Јанићијевић Бурдуш | Ноца                |
| Велимир Бата Живојиновић | Чеда                |
| Соња Савић               | Спасенија           |
| Весна Чипчић             | Ђина                |
| Јелисавета Сека Саблић   | Деса                |
| Јасмина Меденица         | Јелена              |
| Ксенија Јанићијевић      | Милка               |
| Љиљана Јанковић          | Наста               |
| Милан Срдоч              | Станојло            |
| Славка Јеринић           | Чедина жена         |
| Миодраг Андрић           | Водитељ             |
| Оља Бећковић             | Елијана Францускиња |
| Владан Живковић          | Шљива               |
| Божидар Павићевић Лонга  | Миса                |
| Душан Тадић              | Судија              |
| Олга Познатов            | Баба Сера           |
| Мишка Јанковић           | Ноцина жена         |
| Божидар Пајкић           | Чедин комшија       |